# Maria Eugènia d'Àustria
Maria Eugènia d'Àustria (Madrid, 21 de novembre de 1625-21 de juliol de 1627) va ser una infanta d'Espanya, tercera filla dels reis Felip IV i Isabel de Borbó, morta prematurament als 20 mesos de vida.
Va néixer a Madrid el 21 de novembre de 1625, filla tercera dels reis Felip IV de Castella i Isabel de Borbó. Immediatament va rebre l'aigua de socors de la mà del Patriarca de les Índies Occidentals. Els monarques, l'1 de gener següent van visitar l'oratori de la infanta Maria i els santuaris de l'Almudena i d'Atocha. La infanta va quedar a cura de la comtessa d'Olivares. El maig es va rebre al cardenal Francesco Barberini, nebot del papa Urbà VIII, enviat expressament des de Roma per donar l'enhorabona pel naixement de la infanta, i que en va ser un dels padrins durant el bateig solemne, que es va celebrar el 7 de juny de 1626 a la capella del Reial Alcàsser, oficiat pel cardenal Antonio Zapata, mentre que la padrina va ser la infanta Maria, recentment esdevinguda reina d'Hongria. Va morir a la capital durant la infància, amb només 20 mesos d'edat, el 21 de juliol de 1627. Les despulles va ser conduïdes al Reial Monestir de San Lorenzo del Escorial l'endemà de la seva mort.